# Raccord Storz

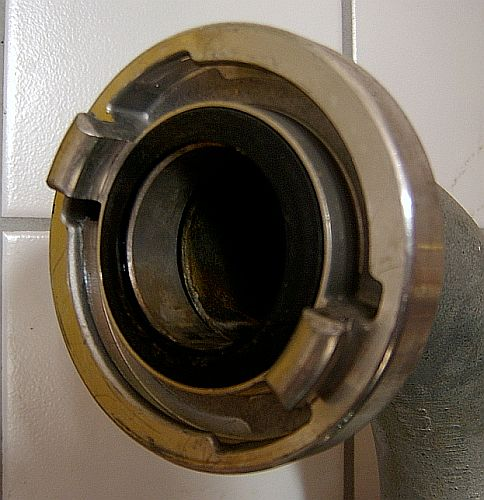
Un raccord Storz.

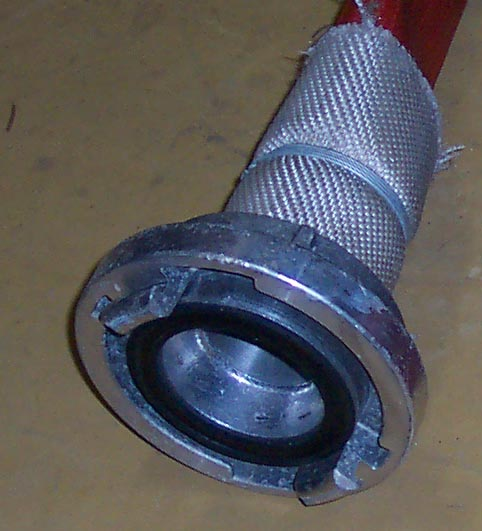
Un raccord Storz ∅75mm.

Le raccord Storz est un dispositif mécanique de raccordement de tuyaux, notamment pour la lutte contre l'incendie. Il est utilisé principalement en Suisse, en Allemagne, en Europe de l'Est et au Proche-Orient. On le rencontre aussi aux États-Unis pour les gros diamètres, en Chine mais aussi en France pour raccorder le prémélangeur eau/émulseur à sa canne plongeuse.
Il doit son nom à Guido Storz (de), un architecte allemand de la fin du XIXe siècle. Celui-ci, lors d'un incendie à Constance, se rendit compte de la difficulté d'accoupler des tuyaux par boulonnage. Après 5 ans d'études, il fit breveter en 1882 un système de « raccords avec deux mêmes moitiés ». Le raccord Storz est né, et après deux améliorations est devenu le raccord standard en Allemagne en 1936. 
Le raccord Storz, à l'instar de son homologue français, le raccord symétrique Guillemin (ou raccord DSP), est un raccord rapide symétrique. Il n'y a donc pas de différenciation mâle/femelle et les deux tuyaux à raccorder sont munis chacun de demi-raccords identiques et peuvent être dévidés dans n'importe quel sens. Un demi-raccord est composé d'un joint d'étanchéité sur la surface d'appui, de deux guides (parties opposées dépassant à l'extérieur, ayant un profil de crochet) qui viennent s'emboîter dans deux rainures correspondantes. Le serrage s'effectue par la rotation d'un demi-tour dans le sens horaire, afin d'encastrer les guides dans les rainures. Il n'y a pas besoin de bague de serrage, car les raccords sont autoserrants : une traction dans le sens du tuyau ne fait que plaquer les guides dans les rainures, le seul moyen pour les déboîter est d'effectuer un demi-tour antihoraire.